# Uwe Angermeyer
Uwe Angermeyer (* 31. Oktober 1972) ist ein Brigadegeneral der Luftwaffe der Bundeswehr und Kommandeur Unterstützungsverbände im Luftwaffentruppenkommando.

## Militärischer Werdegang
Angermeyer trat 1991 als Grundwehrdienstleistender in die Bundeswehr ein. Von 1992 bis 1993 absolvierte er die Offizierausbildung an der Offizierschule der Luftwaffe, worauf von 1993 bis 1997 ein Studium der Informatik an der Universität der Bundeswehr München folgte. In seiner ersten Truppenverwendung war Angermeyer von 1997 bis 1998 Technischer Offizier für das Waffensystem Panavia Tornado in der Elektronikstaffel des Jagdbombergeschwaders 33. Von 1999 bis 2006 war er Systemingenieur für den Eurofighter, u. a. am Programmierzentrum der Luftwaffe und am Systemunterstützungszentrum Kampfflugzeuge. Von 2006 bis 2008 absolvierte er die Generalstabsausbildung an der Führungsakademie der Bundeswehr. Es folgten mehrere ministerielle Verwendungen. Zunächst war er ab 2008 Stabsoffizier beim Stabsabteilungsleiter III im Führungsstab der Streitkräfte (Fü S III). Ab 2010 war er Referent bei Fü S III 1, ehe er 2012 Stabsoffizier beim Abteilungsleiter Strategie und Einsatz (SE) wurde. 2013 folgte eine Verwendung als Militärischer Berater für den Arbeitsbereich Militärpolitik bei der Deutschen EU-Vertretung. Im Anschluss daran wurde Angermeyer als Kommandeur Technische Gruppe im Taktischen Luftwaffengeschwader 71 „Richthofen“ eingesetzt. Ab 2018 folgten weitere ministerielle Verwendungden, diesmal in der Abteilung Politik (Pol); zunächst war er Grundsatzreferent bei Pol I 2, anschließend ab 2020 Referatsleiter Pol I 1 und ab 2022 Büroleiter des Abteilungsleiters Pol. 2023 übernahm Angermeyer als Kommandeur die Führung über das Technische Ausbildungszentrum der Luftwaffe, ehe er im April 2024 Kommandeur Unterstützungsverbände im Luftwaffentruppenkommando wurde.

### Einsätze
- 2017 Air Policing Baltikum
- 2018 Operation Counter Daesh

### Auszeichnungen
- Ehrenkreuz der Bundeswehr in Silber
- Einsatzmedaille VAPB in bronze
- NATO Air Policing Mission Medal
- Einsatzmedaille Counter Daesh in bronze

## Privates
Angermeyer ist verheiratet und hat zwei Kinder.